# Кшиштоф Балдвін Оссолінський
Кшиштоф Балдвін Оссолінський (пол. Krzysztof Baldwin Ossoliński; 1616 — 16 серпня 1649) — державний і військовий діяч Речі Посполитої.

## Життєпис
Походив з польського магнатського роду Оссолінських гербу Топор. Єдиний син Кшиштофа Оссолінського, сандомирського воєводи, і Софії Ціковської. Здобувспочаткудомашню освіту, згодом навчався в єзуїтського колегіуму в Любліні. Продовжив навчання в Краківському університеті, після чого здійснив освітню подорож Західною Європою. По поверненні отримав староства вісьліцьке, стопницьке, ропчицьке.
1632 року вперше обирається послом (депутатом) на сейм. 1642 року був послом на надзвичайномусеймі і 1648 року на елекційному, де підтримав кандидатуру королевича Яна Казимира. За цим призначається ротмистром королівським. Слідом за цим спільно зі стрийком Єжи брав часть у посольствах до папи римського Інокентія X та імператора Священної Римсько імперії Фердинанда III, з яким велися перемовини в Регенсбурзі, відя ких отримав титули графа Папської держави і Священної Римської імперії.
1645 року як єдиний спадкоємець після смерті батька успадкував значні маєтності. 1649 року брав участьу військовій кампанії проти гетмана Богдана Хмельницького. Загинув у Зборівській битві — під час переправи вбитий кримськими татарами.

## Родина
1. Дружина (з 1644 року) — Тереза, донька Яна Кароля Тарла, старсти зволінського
- дитина померла при пологах 1648 року

2. Дружина (з 1649 року) — Анна, донька Яна Зебжидовського, старости новокорчинського
дітей не було